# Iotrochopsamma arbuscula
Iotrochopsamma arbuscula är en svampdjursart som först beskrevs av Thomas Whitelegge 1906.  Iotrochopsamma arbuscula ingår i släktet Iotrochopsamma och familjen Iotrochotidae.
Artens utbredningsområde är Sydaustralien. Inga underarter finns listade i Catalogue of Life.